# Успение Богородично (Панорама)
Вижте пояснителната страница за други значения на Успение Богородично.
„Успение Богородично“ (на гръцки: Ιερά Μονή Κοιμήσεως της Θεοτόκου Πανοράματος) е православен манастир край солунското градче Панорама (Арсакли), Гърция, част от Солунската епархия на Вселенската патриаршия. Манастирът е женски и е основан в 1957 година. Към началото на XXI век има около 60 монахини. Главната църква на манастира е посветена на Богородица Освободителка (Панагия Елевтеротрия)